# Sarcophaga maculosa
Sarcophaga maculosa är en tvåvingeart som först beskrevs av Walker 1853.  Sarcophaga maculosa ingår i släktet Sarcophaga och familjen köttflugor. Inga underarter finns listade i Catalogue of Life.